# Лев Тишкевич
Лев (в хрещенні Дмитро) Тишкевич — руський боярин зламу XV–XVI століть, син київського зем'янина Тишка Калениковича й Ганни невідомого походження.     

## Життєпис
З-поміж 5 братів він перший почав службу при великокняжому дворі. Так, 1504 року його, дворянина господарського, вел. кн. Олександр Ягеллончик вирядив з Кракова послом к кримському хану Менґлі Ґераю, аби домогтись вороття бранців, а зарівно упевнити того, що «лихі люди», винні у випадках грабежів татарських купців, будуть покарані.   
Також він першим у роді переселився з пограничних київських земель вглиб ВКЛ, позаяк частину вотчини вщент сплюндрували татари і повстанці Глинських, а іншу — загарбали московитяни. Про це свідчить господарський лист Сигізмунда I від 7 червня 1508. Взамін боярину дарували обійстя Можейково та Дікушки в Жолудському повіті, які раніше належали «зрадцю» Михайлу Гагіну. Невдовзі господарю бив чолом кн. Василь Андрійович Полубенський, нагадуючи, що ці двірці були передше пожалувані саме йому. 14 грудня 1508 Можейково великий князь надав В. Полубенському, — попри обіцянку не відбирати маєтків у Тишкевича. Не зарадило і втручання троцького воєводи Миколая Радзивілла. 
19 січня 1509 року мінські міщани скаржились на Льва та інших околичних бояр, що ті всупереч королівському привілею не пускають їх у бір збирати деревину, б'ють й грабують. Вирішення справи тоді доручили кухмістру, наміснику скерстомонському Петру Олехновичу.
Як випливає із листа Семена Полозовича, Лев Тишкевич записав Києво-Пустинно-Микільському монастиреві чотирьох данників з маєтку Скородного, а саме: Павла Шипила Цигачевича, Павла Михеєвича Рожка, Іванця Марковича і Мишка Ілініча Сем'яновича. Відомий фундушовий запис Тишкевича зі слонімських актів ґродських, датований 8 червням 1511, про продаж вищезгаданому монастирю данника Грицька Кипріяновича із «его детьми, што жыветъ на рецце Словешъни, [в именьи] на имя Валъковъщыну». У господарському листі од 24 червня 1514 р. Тишкевич вже поіменований небіжчиком.  
З Феклою невідомого походження прижив синів Скуміна (Івана) та Звіра (Олександра).   

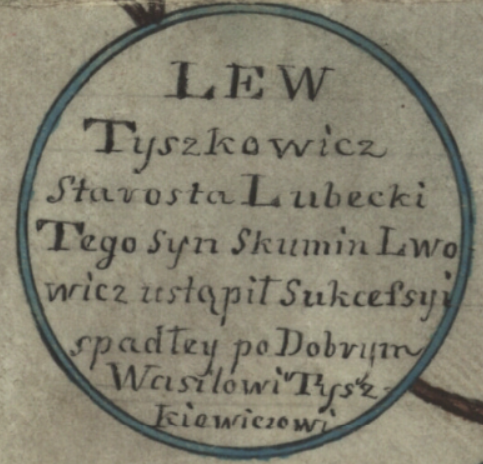
Фрагмент з родоводу Тишкевичів, XVIII століття. Приписана фіктивна посада старости любецького.